# Max McCormick
Max McCormick, född 1 maj 1992, är en amerikansk professionell ishockeyspelare som är kontrakterad till NHL-organisationen Colorado Avalanche och spelar för deras farmarlag Colorado Eagles i AHL. 
Han har tidigare spelat på NHL-nivå för Ottawa Senators och på lägre nivåer för Binghamton Senators i AHL, Ohio State Buckeyes (Ohio State University) i NCAA och Sioux City Musketeers i USHL.
McCormick draftades i sjätte rundan i 2011 års draft av Ottawa Senators som 171:a spelare totalt.

## Statistik
| 2007–2008   | Notre Dame Academy Tritons |             | 16  | 19 | 20 | 39  | —   | — | — | — | — | — |
| 2008–2009   | Notre Dame Academy Tritons |             | 18  | 19 | 38 | 57  | —   | — | — | — | — | — |
| 2009–2010   | Notre Dame Academy Tritons |             | 29  | 38 | 37 | 75  | 74  | — | — | — | — | — |
| 2010–2011   | Sioux City Musketeers      | USHL        | 55  | 21 | 21 | 42  | 102 | 3 | 1 | 2 | 3 | 4 |
| 2011–2012   | Ohio State Buckeyes        | NCAA        | 27  | 10 | 12 | 22  | 31  | — | — | — | — | — |
| 2012–2013   | Ohio State Buckeyes        | NCAA        | 40  | 15 | 16 | 31  | 26  | — | — | — | — | — |
| 2013–2014   | Ohio State Buckeyes        | NCAA        | 37  | 11 | 24 | 35  | 40  | — | — | — | — | — |
| 2014–2015   | Binghamton Senators        | AHL         | 62  | 10 | 10 | 20  | 133 | — | — | — | — | — |
| 2015–2016   | Ottawa Senators            | NHL         | 20  | 2  | 2  | 4   | 37  | — | — | — | — | — |
|             | Binghamton Senators        | AHL         | 57  | 15 | 15 | 30  | 143 | — | — | — | — | — |
| 2016–2017   | Ottawa Senators            | NHL         | 7   | 0  | 0  | 0   | 0   | — | — | — | — | — |
|             | Binghamton Senators        | AHL         | 66  | 21 | 15 | 36  | 105 | — | — | — | — | — |
| 2017–2018   | Ottawa Senators            | NHL         | 30  | 3  | 2  | 5   | 37  | — | — | — | — | — |
|             | Belleville Senators        | AHL         | 49  | 8  | 19 | 27  | 80  | — | — | — | — | — |
| 2018–2019   | Ottawa Senators            | NHL         | 14  | 1  | 0  | 1   | 4   | — | — | — | — | — |
|             | Belleville Senators        | AHL         | 20  | 7  | 5  | 12  | 19  | — | — | — | — | — |
|             | Colorado Eagles            | AHL         | 20  | 7  | 5  | 12  | 19  | — | — | — | — | — |
| NHL totalt  | NHL totalt                 | NHL totalt  | 71  | 6  | 4  | 10  | 78  | — | — | — | — | — |
| AHL totalt  | AHL totalt                 | AHL totalt  | 274 | 68 | 69 | 137 | 499 | — | — | — | — | — |
| NCAA totalt | NCAA totalt                | NCAA totalt | 104 | 36 | 52 | 88  | 97  | — | — | — | — | — |
| USHL totalt | USHL totalt                | USHL totalt | 55  | 21 | 21 | 42  | 102 | 3 | 1 | 2 | 3 | 4 |